# Kaliko (płótno)

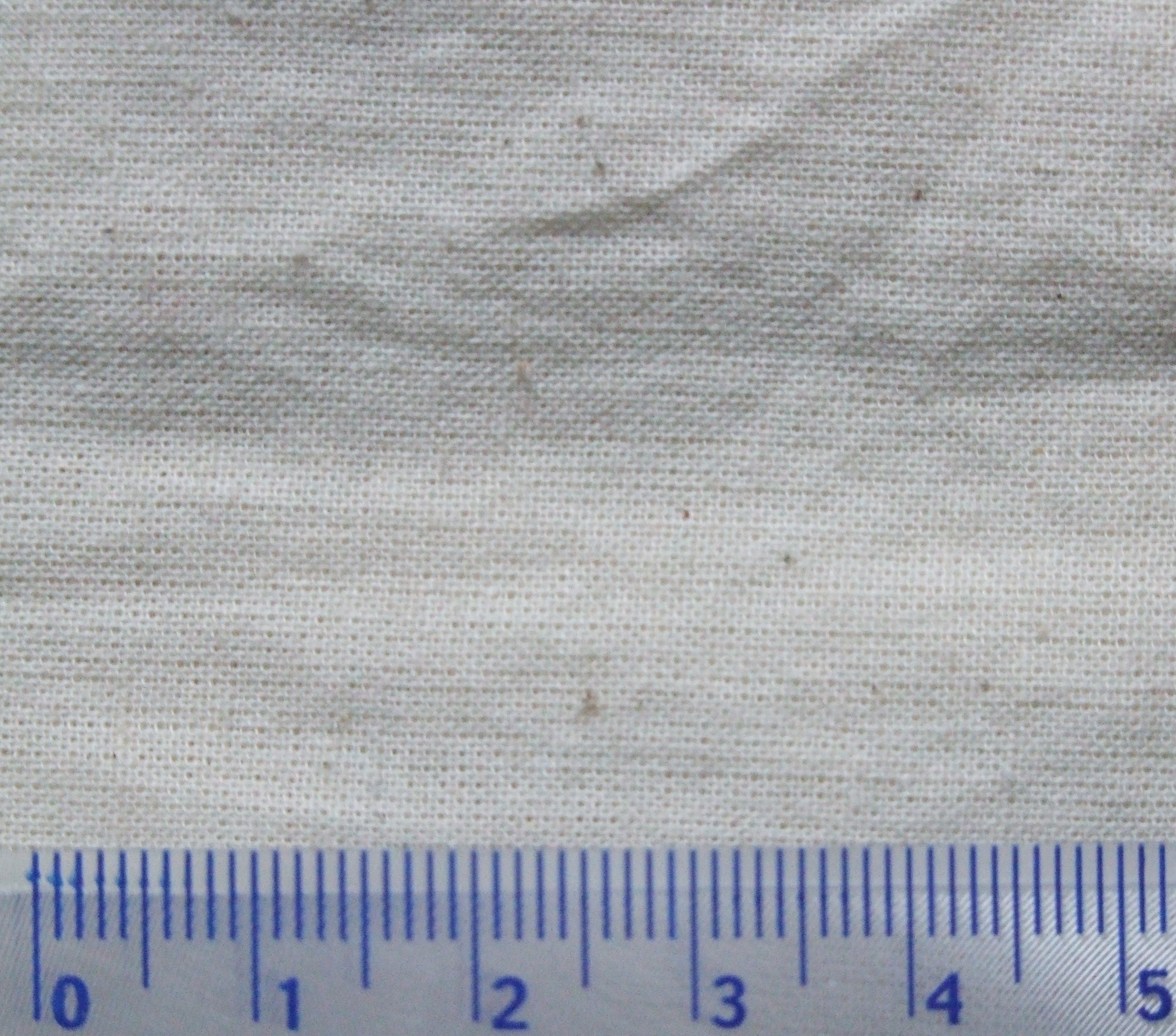
Kaliko, torba na zakupy

Kaliko (płótno angielskie) – bawełniane lub z domieszką włókna sztucznego płótno introligatorskie, cienkie ale mocno (obustronnie) apreturowane wypełniaczami i substancjami barwiącymi, kalandrowane lub prasowane, a przez to błyszczące, może być gładkie lub z fakturą. Płótno kaliko służy jako materiał na pokrycie dekoracyjne, usztywniającą okładkę w oprawie miękkiej, a także do wzmacniającego podklejania dużych arkuszy.